# مکانیسم اثر

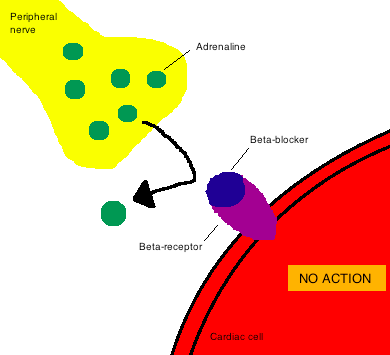
مسدودکننده‌های بتا باعث مهار رقابتی گیرنده بتا می‌شوند که اثرات کاتکول‌آمین‌ها را خنثی می‌کند.

مکانیسم اثر یا سازوکار تاثیر (به انگلیسی: Mechanism of action) در داروشناسی، اشاره به تعامل ویژه بیوشیمیایی دارد که از طریق آن، مواد دارویی اثر دارویی خود را ایجاد می‌نماید. مکانیسم اثر معمولاً شامل هدف‌های مولکولی مشخص است که یک دارو به آن متصل می‌شود، و می‌تواند یک آنزیم یا گیرنده سلول باشد. گیرنده دارای پیوندهای درونی ویژه‌ای مبتنی بر ساختار شیمیایی موجود در دارو، برای گروه‌های دارویی و بهمان دقت و پیچیدگی برای عمل و اثر ویژه آن دارو بر گیرنده وجود دارد.